# Wells (Nowy Jork)
Wells – miasto w Stanach Zjednoczonych, w stanie Nowy Jork, w hrabstwie Hamilton.